# Repubblica Sudperuviana
La Repubblica Sudperuviana (spagnolo: República del Sud-Peruana o Estado Sud-Peruano) fu una delle tre repubbliche costituenti la Confederazione Perù-Bolivia (1836-1839). Nacque nel 1836, separandosi dalla Repubblica Nordperuviana, proprio per formare il nuovo stato.
Dopo la sconfitta nella Guerra della Confederazione, la Confederazione fu sciolta e le due repubbliche peruviane si riunirono, costituendo la Repubblica del Perù.

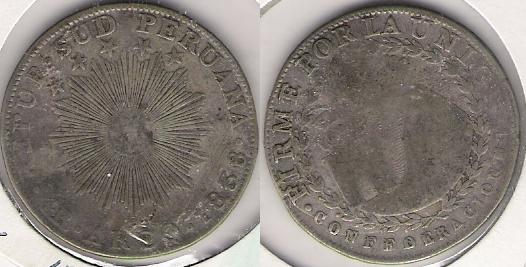
4 Reales della Repubblica Sudperuviana